# Вознесенка (Буландинський район)
Вознесе́нка (каз. Вознесенка) — село у складі Буландинського району Акмолинської області Казахстану. Адміністративний центр Вознесенського сільського округу.
Населення — 917 осіб (2021; 1377 у 2009, 1684 у 1999, 2238 у 1989).
Національний склад станом на 1989 рік:
- росіяни — 50 %;
- німці — 30 %.